# Club Deportivo Pan de Azúcar
El Club Deportivo Pan de Azúcar es un equipo de fútbol panameño que juega en el cuarto nivel la Liga Distritorial de San Miguelito .

## Historia
Fue fundado el 16 de octubre de 1974 y tiene su sede en San Miguelito. Pan de Azúcar participó varias veces en ANAPROF, logrando 2 cuartos lugares en 1993 y 1994 y un tercer lugar en 1995 antes de descender a Primera A (ahora Liga Nacional de Ascenso) en 1999. Pan de Azúcar tuvo que esperar hasta 2003 promover a ANAPROF, convirtiéndose en el primer equipo en la historia del fútbol panameño en ascender después de haber descendido previamente Sin embargo, el equipo descendió una vez más en 2004.
En 2012-13, el equipo fue relegado al nivel amateur conocido como Copa Rommel Fernandez.
En marzo de 2014, se informó que murió el presidente del club durante mucho tiempo, Adalberto Agámez. Había dirigido al club durante su período más exitoso en la década de 1990, terminando dos veces en el cuarto lugar de la competencia ANAPROF. Sin embargo, el club respondió en Twitter que los informes eran falsos y que Agámez todavía estaba vivo. Sin embargo, el exjugador Juan Serrano fue asesinado en marzo de 2014.

## Palmarés

### Torneos Extintos
| Torneos nacionales | Títulos       | Subcampeonatos |
| ------------------ | ------------- | -------------- |
| Primera A (1/2)    | Apertura 2003 | 2000,2006      |